# 牛蛙外交
牛蛙外交，是中华人民共和国与古巴通过古巴牛蛙为途径进行的外交活动，源于1961年。

## 背景
1958年，上海水产学院试养牛蛙。1959年，宁波市水产研究所和天津市杨柳青农场从日本引进牛蛙试养。1961年初，广东省芳村淡水养殖场从日本引进牛蛙试养。三者最终以失败告终。而在20世纪60年代，古巴牛蛙在古巴是重要的农业支柱产业之一。

## 起源
1961年9月3日，古巴总理菲德尔·卡斯特罗与古巴工业部长切·格瓦拉前往中国驻古巴大使馆。在午宴，中国驻古巴大使申健向卡斯特罗提议希望购买一些古巴牛蛙到中国试养，卡斯特罗表示可以送一些古巴牛蛙给中国。11月，申健返回中国述职。在北京期间，申健拜会中国国家科委主任武衡，向武衡介绍古巴总理卡斯特罗将要赠送古巴牛蛙的情况，还建议派一支“牛蛙小组”，赴古巴学习养殖技术，完成古巴牛蛙的接收工作。
12月29日，中国对外经济联络总局致函国务院外事办公室，表示“原则上可同意派出‘牛蛙小组’”。水产部成立“牛蛙小组”，组长是长江水产研究所的张兴忠，组员是上海水产学院的教师苏锦祥。

## 经过
1962年4月26日，“牛蛙小组”从北京出发，乘中国民航飞机，经莫斯科、布拉格两度中转，飞赴古巴首都哈瓦那。为了保证古巴牛蛙能够存活带回中国，“牛蛙小组”和古巴专家通过观察挑选出“青壮年”古巴牛蛙，并选用一种圆筒分层的运输箱作为容器，将牛蛙与浸过水的海绵放在一起，保证路途中维持一定的温度、湿度环境，并可避免剧烈碰撞。
古巴政府为配合牛蛙的运输，特别开具一张证明，写明这批动物是是卡斯特罗总理赠送给中国政府的礼物，并主动承担了包括运费在内的全部费用。1962年6月5日，400只古巴牛蛙被装入十几只白铁皮运输箱，从哈瓦那机场出发，途经捷克布拉格转机，飞往苏联莫斯科后再转乘中国民航飞机。6月10日，古巴牛蛙抵达北京首都机场。古巴牛蛙以50%、30%、20%的比例，分别飞往广州、南京、上海。飞机降落后装上汽车，运往这三座城市的水产院校和水产养殖试验场。据中国外交部档案记载，在运输途中，400只古巴牛蛙中有11只死亡。6月29日，“卡斯特罗赠送古巴牛蛙给中国”的新闻稿通过新华社正式对外发布，并在第二日刊登于中国各大报纸上。1962年8月24日，周恩来因此事专门向卡斯特罗写信表示感谢。
由于古巴牛蛙被作为“卡斯特罗总理赠送给中国政府”的国礼，因此接收古巴牛蛙的省份将培育古巴牛蛙作为一项重大的政治使命，并调动水产养殖领域优秀的人才进行重点繁育，并向更多地方推广，很快古巴牛蛙在中国各地进行培育。
此后卡斯特罗每次接见中国代表团，都要打听一下古巴牛蛙在中国过得好不好，中国人是不是已经吃上古巴牛蛙，古巴代表团访问中国，都会前往当地的牛蛙养殖基地。直至1965年，由于中国科研人员没有突破如何给古巴牛蛙喂饲料的技术难关，导致古巴牛蛙无法在中国进行大规模培育，因此在中国食用古巴牛蛙的人并不多。

## 结束
1965年，中苏关系破裂，由于古巴在外交上倒向苏联，两国关系开始恶化。1966年1月2日，双方因未达成大米换原糖协议，卡斯特罗把中古分歧公开化，双方贸易协定陆续搁置。同年，中国放弃养殖古巴牛蛙，各地养殖的古巴牛蛙大多以流放野外告终。

## 后续影响
20世纪80年代，湖南省汉寿县有农民在洞庭湖边的小湖里听到了牛蛙的叫声。科研人员在湖泊中发现少量牛蛙，通过检验表明，洞庭湖边的牛蛙是古巴牛蛙的后代。随着技术的进步，牛蛙养殖技术得以攻克，古巴牛蛙苗种开始遍布中国。

## 相关
- 中国—古巴关系